# Chiesa di San Defendino
La chiesa di San Defendino è un luogo di culto cattolico, si trova a Romano di Lombardia, ed è sussidiaria della parrocchiale di Santa Maria Assunta e San Giacomo.

## Storia
La volontà di edificare una chiesa nacque con la peste del 1424 che aveva colpito il territorio della bergamasca, ma non il comune di Romano di Lombardia e la sua comunità, ritenendo di essere stata salvata e protetta da san Defendente protettore degli appestati, chiese di poter edificare una chiesa in suo onore. Per tradizione, si narra che il santo apparve a un certo Tolotto da Stezzano che era stato sanato dal morbo pestilenziale. Nel 1503 fu realizzato un affresco raffigurante il santo, sul muro della casa posta in centro Piazza d'Armi nel borgo orientale dove si era verificata la prodigiosa apparizione, che verso la metà del Seicento, divenne un'edicola votiva al santo dedicata. La località fu rinominata piazza papa Giovanni XXIII quando fu posta una statua centrale alla piazza di Gian Carlo Defendi raffigurante il santo.
(Don Giovanni Moroni Morti 1556-1793)
Ma la devozione al santo era molto forte tra gli stanziati che ne chiesero un ampliamento e il 18 marzo 1743 fu concessa la costruzione di un edificio più grande. Furono incaricati Defendente Terenzano e Stefano Forloni per la sua realizzazione: per effetto d'aggiustar il techiame della tribuina di raggione di questa Communità sopra la piazza d'Armi e nel 1848 fu demolita la vecchia edicola. L'edificio fu poi sottoposto a restauro nel 1833 e nel 1848 nelle forme che poi sono rimaste.

Nel 1921 in occasione del cinquecentenario dell'apparizione furono eseguiti lavori di restauro e ammodernamento, e fu eretta la torre campanaria con accesso dai locali della sacrestia. Anche nella seconda metà del Novecento furono eseguiti lavori di ammodernamento anche della parte esterna.

## Descrizione

### Esterno
L'edificio di culto è orientato a sud e preceduto dal sagrato con pavimentazione in lastroni di pietra e selciato. Il fronte principale a capanna è delimitato da due lesene che poggiano su un'alta zoccolatura che delimita tutto l'esterno. La copertura del tetto è coronata da due piccoli parti che sono il prosieguo delle lesene. Centrale il portale con paraste e architrave dove è posta la finestra semicircolare completa di inferriata. Accanto vi sono due finestre rettangolari complete di contorno in pietra e inferriate che illuminano l'aula. La parte superiore ospita la grande scritta: D.O.M. BEATAE MARIAE IMMACULATAE Sancto Defendenti Martiri Patrono.

### Interno
L'interno a unica navata è di piccole dimensioni e diviso da lesene in due campate che hanno copertura da volte incrociate affrescate con la raffigurazione del cielo stellato. Le lesene sono complete di basamento e reggono il cornicione che percorre tutta l'aula. L'altare maggiore è in legno dipinto a finto marmo e conserva la pala raffigurante l'Immacolata con santi Antonio e Defendente datata 1921 di Poloni di Martinengo. Dietro la tela vi è l'affresco Sant'Antonio abate, Immacolata concezione e san Defendente del XVII secolo.